# Gruzja na Mistrzostwach Świata w Lekkoatletyce 2013
Gruzja na Mistrzostwach Świata w Lekkoatletyce 2013 – reprezentacja Gruzji podczas mistrzostw świata w Moskwie liczyła 2 zawodników.

## Występy reprezentantów Gruzji

### Mężczyźni
| Konkurencja   | Zawodnik         | Finał    | Finał   |
| Konkurencja   | Zawodnik         | Rezultat | Pozycja |
| ------------- | ---------------- | -------- | ------- |
| Chód na 50 km | Maciej Rosiewicz | DNF      | DNF     |

### Kobiety
| Konkurencja    | Zawodniczka     | Eliminacje    | Eliminacje | Finał    | Finał   |
| Konkurencja    | Zawodniczka     | Rezultat      | Pozycja    | Rezultat | Pozycja |
| -------------- | --------------- | ------------- | ---------- | -------- | ------- |
| Bieg na 5000 m | Giuli Dekanadze | 17:57,39 (SB) | 21.        | NQ       | NQ      |